# Midrasz (czasopismo)
Midrasz (hebr. מדרש) – miesięcznik społeczno-kulturalny związany ze wspólnotą polskich Żydów ukazujący się w Warszawie od kwietnia 1997 do grudnia 2019.

## Historia
Miesięcznik „Midrasz” był wydawany w języku polskim w Warszawie od kwietnia 1997 roku. Zajmował się wydarzeniami historycznymi i bieżącymi, publikował również opinie, eseje i recenzje książek. Pomysłodawcą wydania pisma był  Ronald Lauder, a przez kilka lat Fundacja Laudera wspierała finansowo wydawanie pisma, chociaż pismo nie było jej biuletynem. Założycielem był Konstanty Gebert, który był redaktorem naczelnym przez wiele lat, później redaktorem naczelnym był Piotr Paziński, do ostatniego numeru. 
W redakcji od początku pracowali Bella Szwarcman-Czarnota i Piotr Paziński, Katarzyna Jutkiewicz-Kubiak, wieloletnia sekretarz redakcji i Małgorzata Otrębska, korektorka. Za stronę plastyczną przez lata odpowiadali Krzysztof Gójski i Krzysztof Figielski. Z redakcją byli też związani: Krystyna Bratkowska, Agnieszka Nowakowska, Wojciech Markiewicz, Anna Sawisz, Joanna Łuczyńska, Joanna Matysiak, Ola Berłożecka, Łucja Mikołajczuk. Później dołączyły też m.in. Ewa Koźmińska-Frejlak, Maria Kuzak i Anna Halbersztat. 
Pismo otrzymywało dotacje od Ministerstwa Spraw Wewnętrznych i Administracji, Instytutu Książki, warszawskiej Gminy Żydowskiej i osób prywatnych. Z powodu kłopotów finansowych od 2019 ukazywał się jako kwartalnik. Ostatni numer ukazał się w grudniu 2019 (210).
Na jego łamach publikowali m.in. Zygmunt Bauman, Anna Bikont, Abraham Brumberg, Krzysztof Czyżewski, Henryk Dasko, Wilhelm Dichter, Jan Doktór, Michał Friedman, Daniel Grinberg, Konstanty Gebert, Henryk Grynberg, Henryk Halkowski, Eva Hoffman, Uri Huppert, Anna Husarska, Maria Janion, Krystyna Kersten, Ewa Koźmińska-Frejlak, Stanisław Krajewski, Hanna Krall, Piotr Matywiecki, Anna Sobolewska, Bella Szwarcman-Czarnota, Dorota Szwarcman, Jerzy Tomaszewski, Bożena Umińska, Jan Woleński, Aleksander Ziemny.
Pismo otrzymywało dotacje od Ministerstwa Spraw Wewnętrznych i Administracji, Instytutu Książki, warszawskiej Gminy Żydowskiej i osób prywatnych. 
Z powodu kłopotów finansowych od 2019 ukazywał się jako kwartalnik. 
Ostatni numer „Midrasza” ukazał się w grudniu 2019 (210).